# Férfi súlylökés a 2015. évi nyári európai ifjúsági olimpiai fesztiválon
A 2015. évi nyári európai ifjúsági olimpiai fesztiválon az atlétikai versenyszámokat Tbilisziben rendezték. A férfi súlylökés döntőjét július 31.-én rendezték.

## Rekordok
A versenyt megelőzően a következő rekordok voltak érvényben:
| Ifjúsági világrekord | Jacko Gill (Új-Zéland)            | 24.45 m |
| EYOF rekord          | Konrad Bukowiecki (Lengyelország) | 21.41 m |

## Döntő
| H     | Név                | Nemzet           | 1     | 2     | 3     | 4     | 5     | 6     | E     | Mj |
| ----- | ------------------ | ---------------- | ----- | ----- | ----- | ----- | ----- | ----- | ----- | -- |
| Arany | Arttu Korkeasalo   | Finnország       | 15.68 | 16.77 | x     | 18.98 | x     | x     | 18.98 | SB |
| Ezüst | Ariel Atias        | Izrael           | 17.67 | x     | 16.87 | x     | x     | x     | 17.67 |    |
| Bronz | Vadzim Charnyshou  | Fehéroroszország | 16.08 | 16.77 | 16.61 | 17.60 | 17.33 | x     | 17.60 | SB |
| 4     | Badri Kimadze      | Grúzia           | 16.31 | 15.84 | 17.45 | 16.93 | x     | 17.39 | 17.45 | SB |
| 5     | Andrea Proietti    | Olaszország      | 16.69 | 17.28 | 17.17 | x     | 17.25 | x     | 17.28 |    |
| 6     | Muhammet Polat     | Törökország      | 16.22 | x     | 16.08 | 16.12 | 15.95 | 15.97 | 16.22 |    |
| 7     | Adrian Baran       | Szlovákia        | 15.62 | x     | 15.61 | x     | x     | 15.89 | 15.89 |    |
| 8     | Aleksandr Savitski | Észtország       | 15.13 | 15.53 | 15.60 | x     | 15.10 | 14.92 | 15.60 | PB |
| 9     | Georgi Monev       | Bulgária         | 14.79 | 15.32 | x     |       |       |       | 15.32 |    |
| 10    | Tom Reux           | Franciaország    | x     | 14.82 | x     |       |       |       | 14.82 |    |
| 11    | Alen Softic        | Koszovó          | x     | 13.85 | 14.23 |       |       |       | 14.23 |    |
| 12    | Nurahmad Babayev   | Azerbajdzsán     | 12.42 | 12.60 | 12.08 |       |       |       | 12.60 |    |